# De Infernali
De Infernali war ein schwedisches Projekt der elektronischen Musik
De Infernali wurde 1996 vom Dissection-Gitarristen und -Sänger Jon Nödtveidt und seinem damaligen Mitbewohner Damien (von den Bands Midvinter und Apollgon) gegründet. Unter Mitwirkung von Dan Swanö brachten sie ein Album heraus, das auf dem deutschen Label Nuclear Blast, dem damaligen Label von Dissection, veröffentlicht wurde, obwohl dies nicht der üblichen Musiksparte des Labels entsprach: Das Album enthält elektronische Musik, die zwischen symphonischen/orchestralen, ruhigen, atmosphärischen Parts und härteren, lärmigeren Stücken variiert; einige Stücke sind instrumental gehalten, andere mit verzerrtem Gesang unterlegt. Das Album wird aufgrund seiner Diversität jeweils entweder dem Ambient beziehungsweise Dark Ambient oder dem Techno zugeordnet, teils auch der Electronic Body Music oder dem Elektro. Beworben wurde das Album als „Satanic-Ambient-Evil-Techno-EBM“.

## Diskografie
- 1997: Symphonia De Infernali (Album, Nuclear Blast)